# Tramwaje w Nowoczerkasku
Tramwaje w Nowoczerkasku − system komunikacji tramwajowej w rosyjskim mieście Nowoczerkask. 

## Historia
Tramwaje w Nowoczerkasku uruchomiono 22 stycznia 1954 na trasie ул. Пушкинская – завод им. Буденного (obecnie НЭВЗ). Od 1955 w Nowoczerkasku były dwie linie, a od 1960 trzy. W latach 1970–1990 działała także linia nr 4. W marcu 2004 uruchomiono nową linię K, która kursuje po strefie przemysłowej. obecnie sieć tramwajowa składa się z czterech linii: 1, 2, 3, K. W mieście funkcjonuje jedna zajezdnia tramwajowa.

## Tabor
Pierwszymi eksploatowanymi w Nowoczerkasku tramwajami były składy złożone z KTM/KTP-1. W kolejnych latach pojawił się tramwaje KTM/KTP-2. W 1972 dostarczono pierwsze tramwaje KTM-5, a w 1994 kupiono tramwaj KTM-8K. Kolejnym nowym typem tramwaju w Nowoczerkasku był tramwaj typu KTM-8KM zakupiony w 2001. Najnowszymi tramwajami są wagony KTM-19K zakupione w 2007 (2 sztuki) i 2008 (1 sztuka). Obecnie eksploatowanych jest 20 wagonów:
| typ     | sztuk |
| ------- | ----- |
| KTM-5   | 15    |
| KTM-8K  | 1     |
| KTM-8KM | 1     |
| KTM-19K | 3     |

Tabor techniczny składa się z 5 wagonów:
- GS-4 − 3 wagony (pługi)
- KTM-5 − 1 wagon (sieciowy)
- VTK-24− 1 wagon (pług)